# Friedrich von Kleist

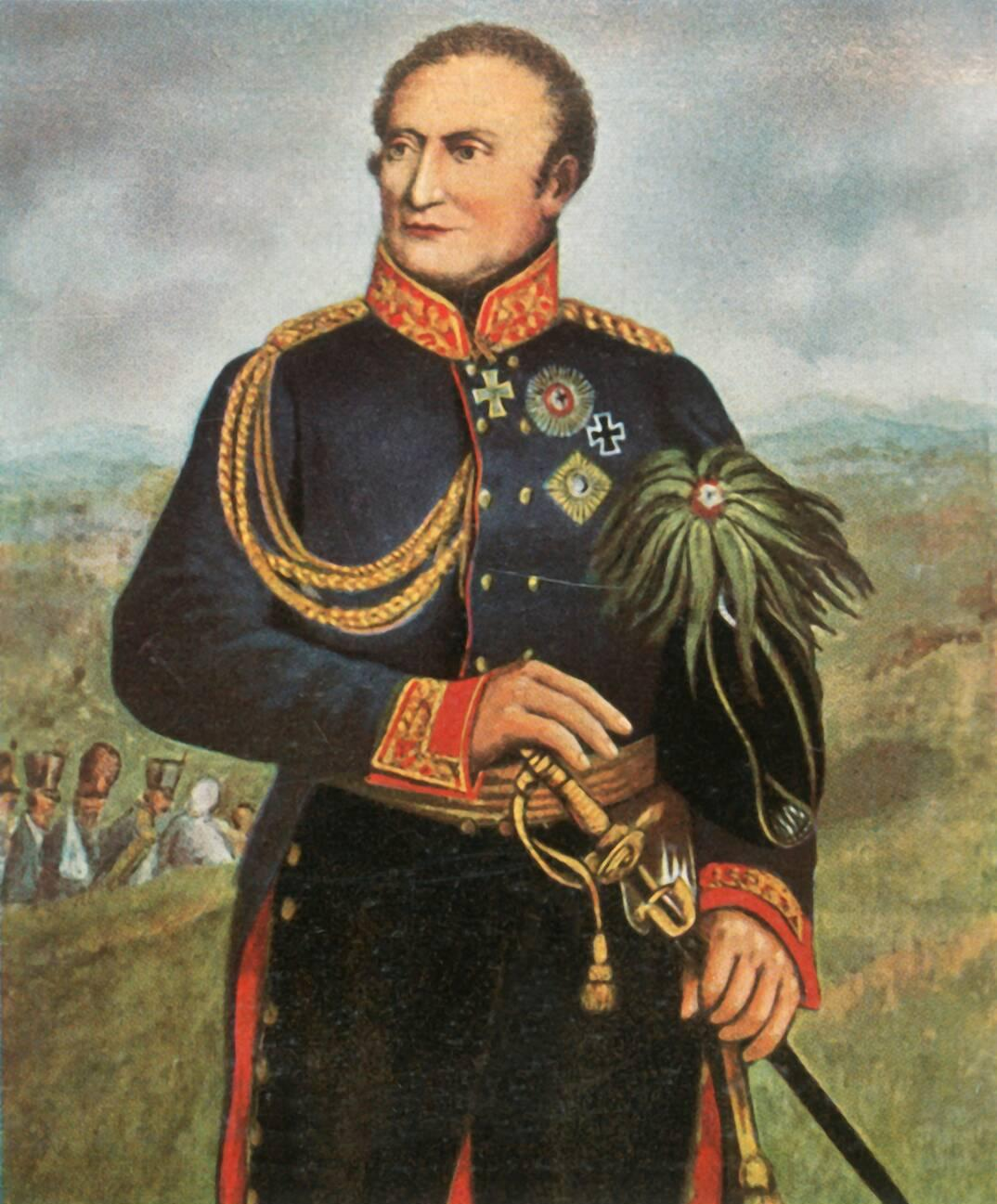
Friedrich von Kleist, Holzschnitt von Hermann Scherenberg, 1863

Friedrich Emil Ferdinand Heinrich von Kleist, ab 1814 Graf Kleist von Nollendorf (* 9. April 1762 in Berlin; † 17. Februar 1823 ebenda), war ein preußischer Generalfeldmarschall. Er war 1806 bei der Schlacht bei Jena und Auerstedt als Oberst ein Generaladjutant des Königs Friedrich Wilhelm III., während der Generaladjutant des Oberbefehlshabers Herzog von Braunschweig der Oberst Friedrich Wilhelm von Kleist war.

## Leben

### Herkunft
Friedrich war der Sohn des Geheimen Rates und im Jahre 1754 berufenen Dechants des Domstiftes Brandenburg Friedrich Konrad Dietrich Adrian von Kleist (1726–1808) und dessen Ehefrau Luise Juliane Charlotte geb. von Schwerin (1736–1779), Tochter des preußischen Generalleutnants Reimar Julius von Schwerin.

### Militärlaufbahn

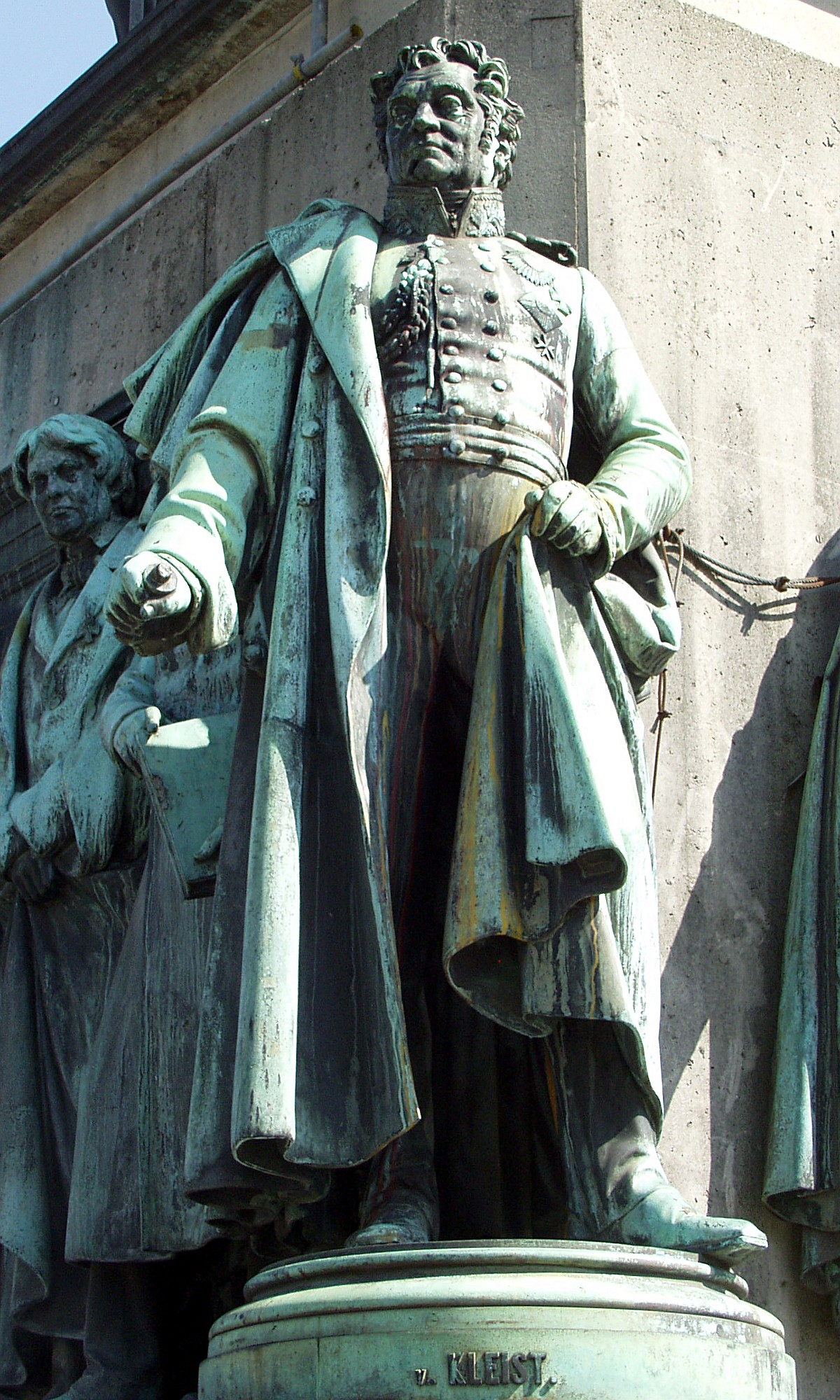
Graf Kleist von Nollendorf am Sockel des Kölner Denkmals für König Friedrich Wilhelm III.

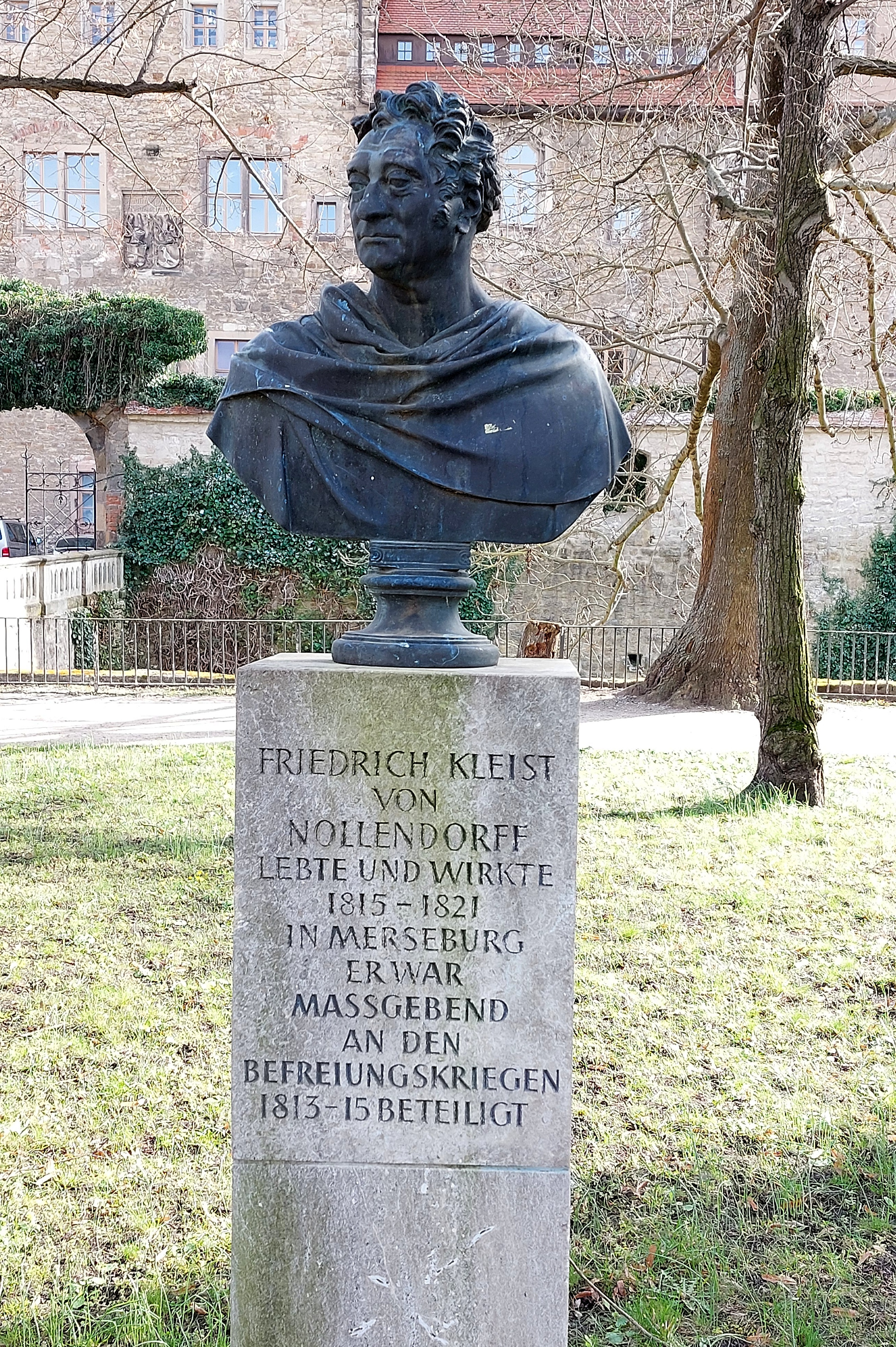
Denkmal für Friedrich Kleist von Nollendorff im Schlosspark Merseburg

Kleist wurde 1774 Page am Hofe des Prinzen Heinrich von Preußen und am 2. Juli 1778 als Fähnrich im Infanterieregiment „von Lettow“ angestellt, mit dem er am Bayerischen Erbfolgekrieg teilnahm. Später wurde Kleist Adjutant des Feldmarschalls von Möllendorf und 1790 als Quartiermeisterleutnant im Generalstab angestellt, in dem er als Kapitän im Feldzug 1793/95 gegen Frankreich kämpfte. Hier beteiligte er sich an Gefechten bei Oberursel, Ottange, Frankfurt am Main, Hochheim, Alsheim, Zweibrücken und Kaiserslautern. Für seine Verdienste erhielt Kleist am 4. Dezember 1792 den Orden Pour le Mérite.
Nachdem er einige Jahre ein Grenadierbataillon im Infanterieregiment „von Arnim“ befehligt hatte, war er zwischen 1803 und 1807 vortragender Generaladjutant des Königs. Ende 1808 erhielt er als Generalmajor das Kommando der Niederschlesischen Brigade in Frankfurt (Oder) und 1809 die Kommandantur von Berlin.
Im Krieg gegen Russland befehligte Kleist 1812 die Infanterie des preußischen Hilfskorps unter Ludwig Yorck von Wartenburg, und bei Beginn der Befreiungskriege 1813 als Generalleutnant ein preußisch-russisches Korps, mit dem er in der Nacht zum 17. April bei einem Versuch, die Franzosen in Wittenberg zu überrumpeln, ein erfolgreiches Gefecht unternahm. Als das Heer der Koalitionstruppen bei Dresden die Elbe überschritten hatte, besetzte Kleist den Saaleübergang bei Halle. Er behauptete sich hier bis zum 28. April, zog sich jedoch am folgenden Tag über Schkeuditz zurück. Bei Bautzen verteidigte er am 20. Mai mit geringen Kräften den Spreeübergang bei Burk so lange, dass Miloradowitsch Bautzen ohne Verluste räumen konnte. Als preußischer Bevollmächtigter schloss er dann am 4. Juni den Waffenstillstand von Pläswitz ab.
Nach dessen Ablauf befehligte Kleist das II. preußische Armeekorps, das zum Hauptheer der Koalition in Böhmen stieß. In der Schlacht um Dresden führte er die zweite Angriffskolonne. Auf dem Rückzug marschierte er über den Kamm des Gebirges nach Nollendorf in den Rücken Vandammes und entschied am 30. August durch seinen Angriff die Schlacht bei Kulm. Für seine Verdienste in der Schlacht bei Kulm und Nollendorf wurde er am 3. Juni 1814 vom preußischen König in den erblichen Grafenstand mit dem Beinamen „von Nollendorf“ erhoben.
In der Völkerschlacht bei Leipzig kämpfte er erfolgreich auf dem linken Flügel des großen Heeres bei Markkleeberg, anschließend blockierte er mit dem II. preußischen Armeekorps die Stadt Erfurt mit ihrer Zitadelle Petersberg und folgte später dem Heer nach Frankreich, wo er bei Étoges am 14. Februar 1814 unter Blücher mitkämpfte. Der Sieg bei Laon wurde insbesondere durch seinen und Yorcks Entschluss errungen, den Angriff am Abend zu beginnen. Vor Paris war Kleist an der Schlacht bei Villette beteiligt. Der König ernannte ihn 1814 zum General der Infanterie.
Nach dem Frieden erhielt Kleist das Generalkommando für die Provinz Sachsen in Merseburg. Als Dotation wurde ihm die Domäne Stötterlingenburg bei Halberstadt geschenkt. Im Jahr 1821 wurde er bei seinem Abschied zum Generalfeldmarschall ernannt. Hernach zog sich dann auf seine Güter, darunter Wülperode, zurück.

### Ehrungen
Kleist war Ritter der französischen Ehrenlegion, Ehrenritter des Johanniterordens, Inhaber des Roten Adlerordens I. Klasse und des Großkreuzes des Eisernen Kreuzes (für Leipzig) sowie des Ordens des Heiligen Wladimir II. Klasse. Für den siegreichen Ausgang der Schlacht bei Kulm wurde Kleist am 30. September 1813 Ritter des Schwarzen Adlerordens.
Das Grenadier-Regiment „Graf Kleist von Nollendorf“ (1. Westpreußisches) Nr. 6 führte bis zu seiner Auflösung Ende 1918 zum bleibenden Andenken seinen Namen. Nollendorfplatz und Kleiststraße in Berlin erinnern an ihn (siehe auch Generalszug).
Am 7. Juni 1821 ernannte ihn die Stadt Merseburg zu ihrem ersten Ehrenbürger.

### Familie
Kleist heiratete 1787 in Berlin Hermine Caroline Charlotte von Retzow (1767–1838). Sie war die Tochter des Ritterschaftsrats Wilhelm Leopold von Retzow (1729–1803) und dessen Ehefrau Henriette Christine Friederike, geborene von Thiele und war Enkelin des Generals Wolf Friedrich von Retzow. Das Paar hatte zwei Söhne und eine Tochter. Einer der Söhne starb früh, der andere Sohn Hermann (1804–1870) wurde in Halberstadt Landrat und war mit Henriette von Gustedt (* 1809) verheiratet. Die Tochter Hermine Henriette Helene Leopoldine (1785–1840) verheiratete sich mit dem Oberstleutnant Timon Viktor Baron von Laviere.